# Боза (коммуна)
Боза́ (фр. и окс. Bozas) — коммуна во Франции, находится в регионе Рона — Альпы. Департамент коммуны — Ардеш. Входит в состав кантона Сен-Фелисьен. Округ коммуны — Турнон-сюр-Рон.
Код INSEE коммуны — 07039.

## Население
Население коммуны на 2008 год составляло 245 человек.
| 1962 | 1968 | 1975 | 1982 | 1990 | 1999 | 2008 |
| ---- | ---- | ---- | ---- | ---- | ---- | ---- |
| 327  | 380  | 302  | 281  | 233  | 244  | 245  |

## Экономика

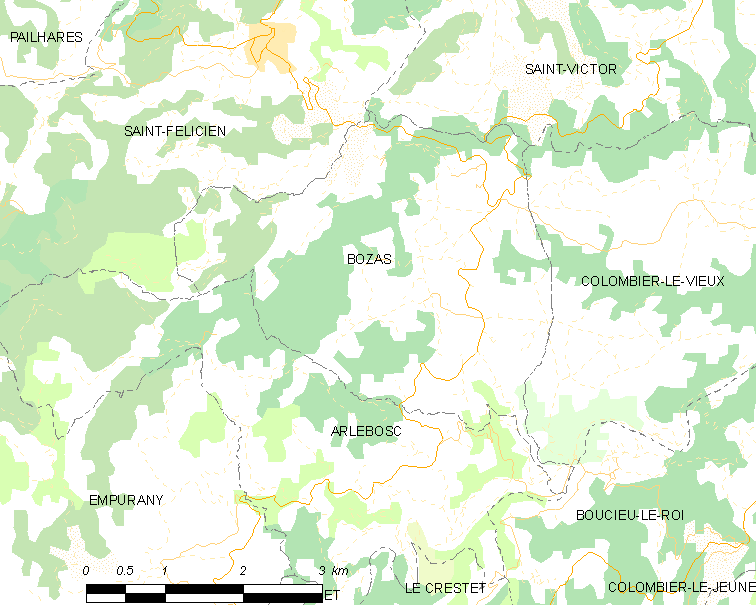
Карта коммуны

В 2007 году среди 148 человек в трудоспособном возрасте (15—64 лет) 111 были экономически активными, 37 — неактивными (показатель активности — 75,0 %, в 1999 году было 76,6 %). Из 111 активных работали 104 человека (64 мужчины и 40 женщин), безработных было 7 (3 мужчин и 4 женщины). Среди 37 неактивных 15 человек были учениками или студентами, 10 — пенсионерами, 12 были неактивными по другим причинам.